# Lemmopsis pelodes
Lemmopsis pelodes är en lavart som först beskrevs av Körb. ex Stein, och fick sitt nu gällande namn av T. L. Ellis. Lemmopsis pelodes ingår i släktet Lemmopsis och familjen Lichinaceae.  Arten är reproducerande i Sverige. Inga underarter finns listade i Catalogue of Life.